# 1411-es mellékút (Magyarország)
Az 1411-es mellékút egy valamivel több mint 3,5 kilométer hosszú, négy számjegyű mellékút Győr-Moson-Sopron vármegyében; a Szigetköz középső részén köt össze két települést.

## Nyomvonala
Hédervár központjának keleti részén ágazik ki az 1401-es útból, annak a 20+550-es kilométerszelvénye közelében, északnyugat felé. Kossuth Lajos utca néven húzódik a lakott terület széléig, amit nagyjából 750 méter után ér el, s ott északkeleti irányba fordul. A második kilométere táján egy rövid szakaszon Darnózseli határszélét is érinti, de azt elhagyva már Lipót területén húzódik tovább. E község első házait kevéssel a harmadik kilométere előtt éri el, ott a Petőfi Sándor utca nevet veszi fel. A központban ér véget, ugyanott van a nyugati irányból, Darnózselitől odáig húzódó 1404-es út végpontja is.
Teljes hossza, az országos közutak térképes nyilvántartását szolgáló kira.kozut.hu adatbázisa szerint 3,540 kilométer.